# Phytoseius yuhangensis
Phytoseius yuhangensis är en spindeldjursart som beskrevs av Yin, Yu, Shi och Yang 1996. Phytoseius yuhangensis ingår i släktet Phytoseius och familjen Phytoseiidae. Inga underarter finns listade i Catalogue of Life.